# J-SH04

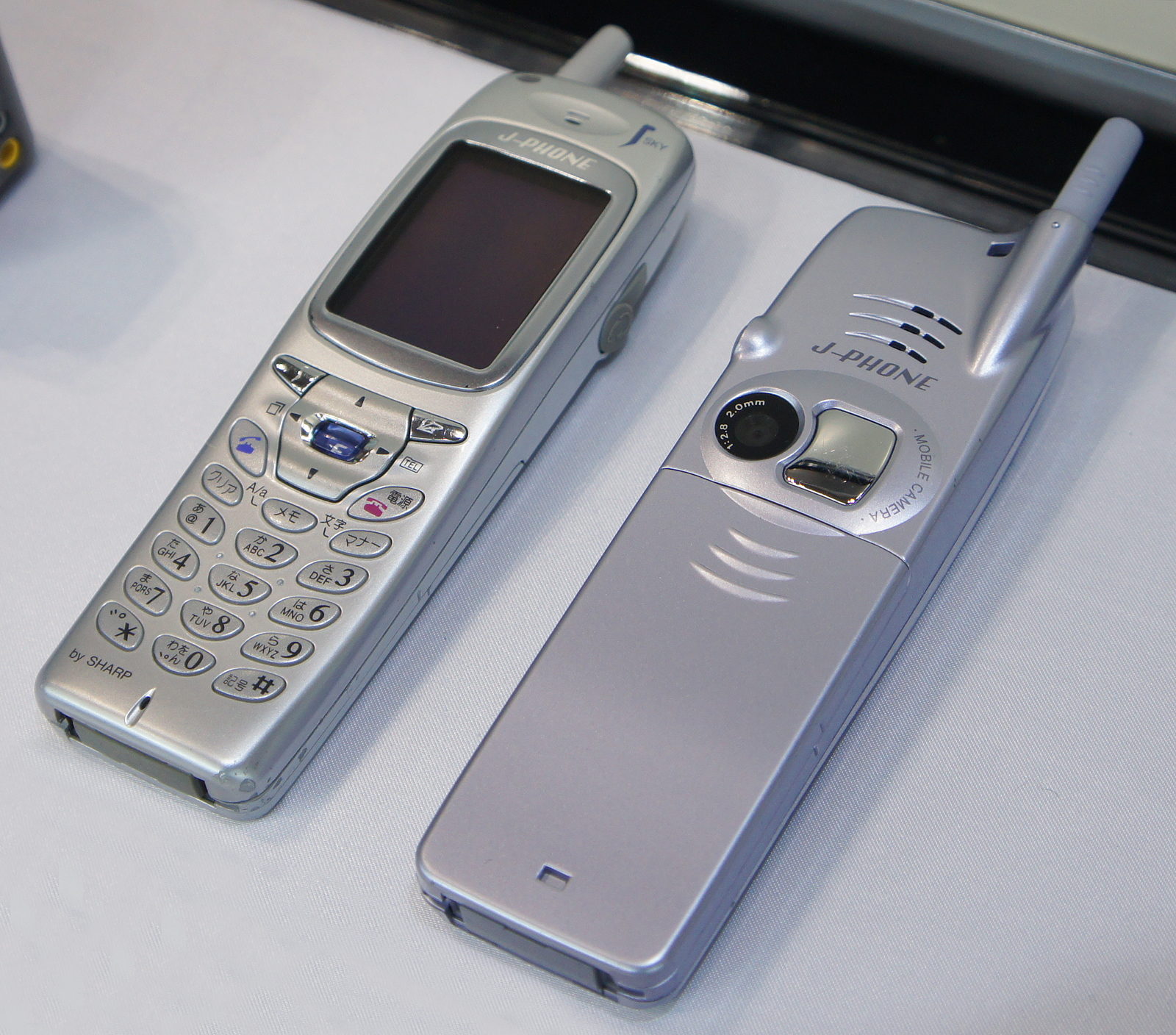
J-SH04

J-SH04 av Sharp var den andra kameramobilen i världen. Den hade 110 000 pixels och 256 färger och vägde 84 gram. Från år 2000.
Den första kameramobilen Kyocera VP-210 Visual Phone var från maj 1999. Dock var J-SH04 ett rejält lyft för att bara komma ett år senare.